# 모네타
모네타 (Moneta)는 로마 신화에서의 화폐의 여신이다.
그 이름은 '머니 (Money)'라고하는 영어의 어원을 고대 로마에 통한다. 또, 고대 로마의 화폐 주조소에 여신 유노가 카피토리움의 언덕의 신전과 함께 존재한다.
또 모네이타는 '경고한다'의 의미가 있었다. 유노의 이명의 하나 '유노 모네타'라고 불리고 있어 경고·충고의 유노가 되어 있다. 기원전 390년에 갈리아인이 로마를 침략할 때에 유노의 성조인 거위가 적의 내습을 경고한다.